# Бугаевка (Таловское)
Бугаевка (на руски: Бугаевка) е село в Кантемировски район на Воронежка област на Русия.
Влиза в състава на селището от селски тип Таловское.

## География

### Улици
- ул. Советская.